# Siegfried III. (Lebenau)
Siegfried III. († 12. März 1190) war Graf von Lebenau und Vogt des Salzburger Domstifts und der Klöster St. Emmeram und Seeon. Er war der Sohn und Erbe von Siegfried II. von Lebenau.
Er entstammte dem Lebenauer Seitenzweig des Hauses Spanheim. Aufgrund der Zählung in seinem Haus wird er auch als Siegfried IV. bezeichnet. 

## Leben und Wirken
Siegfried III. war der älteste Sohn von Siegfried II. von Lebenau und Mathilde von Valley.
Als sein Vater um das Jahr 1163 verstarb, müssen Siegfried und sein Bruder Otto I. noch minderjährig gewesen sein. Erst 1174 traten beide als Grafen von Lebenau auf.
1168 starben mit Gebhard II. die Grafen von Burghausen-Schala, eine Seitenlinie der Sieghardinger, aus. Die umfangreichen Besitzungen wurden daraufhin unter den Erbberechtigten aufgeteilt. Die Wittelsbacher sicherten sich die Feste Burghausen, der Großteil der Besitzungen fiel an die Babenberger. Die Lebenauer erhielten den reichen Ort Burghausen an der Salzach.
Am 29. Januar 1171 nahm Siegfried III. als „Edelfreier“ am Landtag zu Moosburg teil.
1186 weilte Siegfried gemeinsam mit seinem Bruder Otto auf dem St. Georgsberg in Enns. Dort traten beide als Zeugen für die Georgenberger Handfeste Herzog Ottokars IV. auf, worin die Nachfolge für das Herzogtum Steiermark geregelt wurde.
1189 nahm Siegfried III. gemeinsam mit seinem Schwager Konrad von Dornberg im Gefolge Friedrich Barbarossas am Dritten Kreuzzug teil. Während seiner Abwesenheit übernahm sein Bruder Otto die Verwaltung über die Grafschaft. Am 12. März 1190 verstarb Siegfried kinderlos auf dem Kreuzzug in Thrakien. Sein Bruder Otto folgte ihm nun als Erbe wie auch als neuer Graf von Lebenau.

## Ehe und Nachkommen
Siegfried III. war verheiratet mit Kunigunde. Aus dieser Ehe sind keinerlei Kinder bekannt.